# Части тела (сезон 4)
«Ча́сти те́ла» (англ. Nip/Tuck) — американская телевизионная драма, созданная Райаном Мёрфи и выходившая в эфир с 2003 по 2010 год.

## Сюжет
Посетив психотерапевта, Кристиан услышал безумную идею о том, что он, возможно, неравнодушен к Шону. В городе орудует банда преступников под руководством коварной Джеймс — её люди соблазняют жертв в баре, а потом, напоив, вырезают у них орган на продажу. У Кристиана начинается роман с новой владелицей их клиники, Мишель Ландау, которая замужем за престарелым миллионером Бертом. Однако Кристиан не знает, что Мишель в сговоре с Джеймс.
В семье Шона вновь назревает кризис: осознав, что Кристиан не вернётся к ней, Кимбер соблазняет Мэтта, и вскоре у них должен родиться ребёнок, однако Кристиан уверен, что отец — он. Шон узнаёт, что их с Джулией будущий сын Коннор родится инвалидом — руками, похожими на клешни, и пытается справиться с этой новостью. После рождения ситуация становится хуже: Шон проводит ночь с потенциальной няней, а Джули влюбляется в карлика Марло, которого семья в итоге наняла, чтобы присматривать за Коннором.

## В ролях

### Основной состав
- Дилан Уолш — Шон Макнамара
- Джулиан Макмэхон — Кристиан Трой
- Джон Хенсли — Мэтт Макнамара
- Джоэли Ричардсон — Джулия Макнамара
- Рома Маффия — Лиз Круз
- Келли Карлсон — Кимбер Генри

### Приглашённые звёзды
- Келси Линн Бэйтлэнн — Энни МакНамара
- Ларри Хэгман — Берт Ландау
- Саана Латан — Мишель Ландау
- Брук Шилдс — Доктор Фэйт Волпер
- Жаклин Биссет — Джеймс
- Питер Динклэйдж — Марлоу Сойер
- Рози О`Доннелл — Дон Бадж
- Дженнифер Холл — Моника Уайлдер
- Рут Уилльямсон — Миссис Гедда Грабман
- Джоуи Слотник — Мэррил Боболит
- Роберт ЛаСардо — Эскобар Галлардо
- Ребека Мэтц — Эбби Мэйс
- Марио Лопес — Доктор Майк Хамоуи
- Кетлин Тёрнер — Синди Пламб
- Ричард Чемберлен — Артур Стайлз
- Сэд Лакинбилл — Митчелл Скиннер
- Аланис Мориссетт — Поппи
- Катрин Денёв — Диана Лубэй
- Ребекка Гейхарт — Наташа
- Спенсер Робертс — Коннор МакНамара
- Джезайя Генри — Уилбер Трой
- Джеймс Экхаус — Доктор Шварц

## Список эпизодов
| Эпизод | Название             | Дата выхода в эфир | Режиссёр          | Сценаристы                   |
| --- | -------------------- | ------------------ | ----------------- | ---------------------------- |
| |                      |                    |                   |                              |
| 4x01 | Cindy Plumb          | 5 сентября 2006    | Райан Мёрфи       | Райан Мёрфи                  |
| Шон и Кристиан отмечают 5-тысячную совместную операцию. Кристиан начинает ходить к психотерапевту, которая предполагает, что он влюблён в Шона. Джулия больше узнаёт о болезни ребёнка и думает о том, как рассказать правду Шону. Оператор с горячей секс-линии хочет повысить свой голос, а Кристиан увлекается более молодой женой потенциального клиента. |                      |                    |                   |                              |
| |                      |                    |                   |                              |
| 4x02 | Blu Mondae           | 12 сентября 2006   | Майкл М. Робин    | Лин Грин и Ричард Левин      |
| Шон собирается сделать операцию мальчику, страдающему от деформации лица. Кристиан пытается превратить молодого хастлера в гетеросексуала. Мэтт узнаёт, что Кимберли стала последовательницей саентологии после нападения Резака — впечатлённый переменами в девушке, Мэтт сам меняет религиозные взгляды. Лиз становится свидетельницей встречи Мишелль с загадочной женщиной из её прошлого. Кристиан проводит операцию по уменьшению груди. |                      |                    |                   |                              |
| |                      |                    |                   |                              |
| 4x03 | Monica Wilder        | 19 сентября 2006   | Элоди Кин         | Брэд Фолчак                  |
| Видео с Кристианом появляется на порносайте. Увидев себя со стороны, Кристиан просит Шона исправить недостатки своего тела, но Шон отказывается делать ему корректирующую операцию. Знакомство Шона и Джулии с Моникой, потенциальной няней ребенка, заканчивается неожиданно. Лиз говорит Мишелль о том, что видела, как та целовалась с Джеймс, после чего Мишель решает уволить Лиз. Джулия рожает больного ребенка, Кристиану в это время делают липосакцию, и он не приходит на роды. В качестве няни Джулия нанимает карлика по имени Марлоу. |                      |                    |                   |                              |
| |                      |                    |                   |                              |
| 4x04 | Shari Nobl           | 26 сентября 2006   | Нельсон МакКормик | Дженнифер Солт               |
| Кристиан безуспешно пытается соблазнить Мишелль. Шон снова приходит к Монике, она кормит его пирожными, от которых у Шона начинаются галлюцинации. Кристиан делает операцию Шари Нобл, которой собака откусила сосок. У Джулии проблемы с кормлением Конора грудью. Кристиан и Лиз идут в бар для лесбиянок, что приводит к неприятным последствиям для Лиз. Джеймс принуждает Мишелль сделать операцию одной из своих подопечных, а Кристиан, узнав об этом, шантажирует Мишелль.                                                                  |                      |                    |                   |                              |
| |                      |                    |                   |                              |
| 4x05 | Dawn Budge           | 3 октября 2006     | Элоди Кин         | Хэнк Шилтон                  |
| Джеймс требует от Кристиана деньги, угрожая рассказать Берту, мужу Мишелль, о её связи с Кристианом. Шон хочет снова жениться на Джулии. В клинику обращается Дон Бадж, выигравшая состояние в лотерее, и Кристиан использует её, чтобы расплатиться с Джеймс. Шон и Кристиан покупают Мэтту автомобиль в надежде отвлечь его от саентологии и вернуть в семью, но под влиянием Кимбер юноша уходит из дома. Джеймс вновь втягивает Мишелль в преступную деятельность.                                                                              |                      |                    |                   |                              |
| |                      |                    |                   |                              |
| 4x06 | Faith Wolper, Ph.D   | 10 октября 2006    | Шон Яблонски      | Шон Яблонски                 |
| К Кристиану приходит доктор Волпер, его психотерапевт - она признается в нимфомании и хочет удалить татуировку в области поясницы. Шон и Джулия собираются устроить медовый месяц, но из-за болезни Марлоу Джулия приглашает Монику временно поработать няней Конора. Шон застает Монику, когда та кормит Конора грудью. Берт узнает о романе Мишелль и Кристиана, и делает им необычное предложение. Моника преследует Шона, угрожая рассказать об их связи Джулии, но конфликт неожиданно разрешается. Шон снова видит галлюцинации.              |                      |                    |                   |                              |
| |                      |                    |                   |                              |
| 4x07 | Burt Landau          | 17 октября 2006    | Чарльз Хэйд       | Брэд Фолчак                  |
| В клинику снова обращается Дон Бадж, которой грабители отрезали ухо с серьгой. Лиз необходима донорская почка — Шон идеально подходит в качестве донора, но мужчина не готов пойти на такую жертву. Берт переживает инсульт. Мэтт хочет отдать свою почку Лиз, из-за чего Шон меняет своё решение. Однако Лиз находит другого донора. |                      |                    |                   |                              |
| |                      |                    |                   |                              |
| 4x08 | Conor McNamara       | 24 октября 2006    | Патрик МакКи      | Дженнифер Солт и Хэнк Шилтон |
| Миссис Грабман просит Кристиана сделать ей операцию после её смерти. Шона посещают воспоминания из детства. Джулия под влиянием Марлоу начинает беспокоиться из-за операции Конора. Миссис Грабман умирает на приеме у Кристиана. Шон открывает Джулии тайну, которую скрывал от неё всю жизнь. Шон и Кристиан делают операцию Конору. |                      |                    |                   |                              |
| |                      |                    |                   |                              |
| 4x09 | Liz Cruz             | 31 октября 2006    | Ричард Левин      | Лин Грин и Ричард Левин      |
| У Лиз появляется новая подруга, и Лиз хочет сделать себе корректирующие операции. Сообщники Джеймс требуют от неё достать очередную почку. У Джулии начинается роман с Марлоу. Кристиан едва не становится следующей жертвой Джеймс. Марлоу хочет сделать операцию по удлинению ног. Берт умирает, и Мишелль забирает у него почку. |                      |                    |                   |                              |
| |                      |                    |                   |                              |
| 4x10 | Merrill Bobolit      | 7 ноября 2006      | Чарльз Хэйд       | Шон Яблонски и Брэд Фолчак   |
| Шон пытается избавиться от любых напоминаний о Марлоу после того, как узнаёт о романе Джулии. Кимбер и Мэтт рассказывают, что они поженились и теперь ждут ребёнка. Кристиан не верит Кимбер и втайне заказывает тест на отцовство. Мэрилл попадает в клинику после многочисленных изнасилований со стороны своего сокамерника — Эскобара Галлардо, желающего вернуть себе прежнее лицо. |                      |                    |                   |                              |
| |                      |                    |                   |                              |
| 4x11 | Conor McNamara, 2026 | 14 ноября 2006     | Крэйг Зиск        | Райан Мёрфи                  |
| На Майами надвигается шторм, а Джулия собирается оставить Шона ради Марлоу. В 2026 году, Конор МакНамара готовится к операции и вспоминает события, которые привели к расставанию его родителей. |                      |                    |                   |                              |
| |                      |                    |                   |                              |
| 4x12 | Diana Lubey          | 21 ноября 2006     | Чарльз Хэйд       | Шон Яблонски                 |
| Кристиан делает предложение Мишелль и хочет переехать к ней. Между тем, его преследуют призраки его прошлых женщин — Кимбер, Наташи и Эбби. Доктор Фэйт Уолпер рассказывает Шону о гомоэротических снах Кристиана с его участием. Джеймс шантажирует Мишелль, заставляя её использовать офис клиники для проведения операций по удалению почек. Женщина-француженка хочет, чтобы прах её мужа имплантировали ей в грудь. |                      |                    |                   |                              |
| |                      |                    |                   |                              |
| 4x13 | Reefer               | 28 ноября 2006     | Лин Грин          | Лин Грин и Ричард Левин      |
| Кристиан получает право опеки над Уилбуром после того, как его родной отец и его жена погибают в автокатастрофе. Однако Мишелль не уверена, что ей нужен ребёнок в её жизни. После ухода Джулии, Шон уходит в запой — тогда он решает помочь Лиз и Поппи, переодевшись в Санта-Клауса для детей. Также он предлагает временное убежище бездомному мужчине. Джеймс вновь даёт о себе знать. |                      |                    |                   |                              |
| |                      |                    |                   |                              |
| 4x14 | Willy Ward           | 5 декабря 2006     | Майкл М. Робин    | Дженнифер Солт               |
| Когда Кристиан и Мишелль почти получают опеку, Джина возвращается в жизнь сына, уверяя, что она изменилась. Шон делает операцию кукловоду, желающему быть похожим на своих кукол. Мэтт обращается за помощью к друзьям Кимбер в порноиндустрии, чтобы разнообразить их половую жизнь. Лиз бросает Поппи. Джеймс собирается вырезать почку Уилберу, что приводит к трагической стычке с Мишелль. |                      |                    |                   |                              |
| |                      |                    |                   |                              |
| 4x15 | Gala Gallardo        | 12 декабря 2006    | Райан Мёрфи       | Райан Мёрфи и Хэнк Шилтон    |
| Шон собирается продать свою долю в клинике Кристиану и Мишелль и уехать в Лос-Анджелес. Эскобар Галлардо требует провести операцию его жене. Мужчина вынуждает Мишелль раскрыть всю правду, что приводит к её расставанию с Кристианом. Между тем, Кимбер рассказывает Шону правду о её отношениях с Мэттом. |                      |                    |                   |                              |
| |                      |                    |                   |                              |